# Villayón (parroquia)
Villayón es una parroquia del concejo homónimo en el Principado de Asturias, España.

## Historia
Villayón como parroquia aparece ya en el siglo XIII, en un mapa del alfoz del municipio de la villa de Navia, a la que pertenecía Villayón en aquella época y de la que se segregó en 1869.
En el inventario parroquial elaborado, por orden del Obispo de Oviedo, D. Gutierre de Toledo (1385 a 1386) aparece Villayón en el número 374 v. como San Pedro de “Beleón” (Es de presentar de los padroneros) y no cita su capellán como hace con el resto de las otras parroquias.
Dispone esta parroquia de templo parroquial, casa rectoral, cementerio parroquial y capillas en los núcleos de su población, celebrándose las romerías en la fecha del titular de sus patronos.
En el pueblo de Villayón se celebra la festividad de su patrón, San Pedro Apóstol el 29 de junio. La festividad de la Virgen de los Dolores el 15 de septiembre, la feria de Todos los Santos el 31 de octubre. Y San Martín de Tours el día 11 de noviembre
- Datos: Q10968278
- Multimedia: Villayón, Villayón / Q10968278